# Sinopticon
Sinopticon (oder Sinopticon: A Celebration of Chinese Science Fiction) ist eine Science-Fiction-Anthologie aus dreizehn Kurzgeschichten verschiedener chinesischer Schriftsteller, nämlich Gu Shi, Han Song, Hao Jingfang, Nian Yu, Wang Jinkang, Zhao Haihong, Tang Fei, Ma Boyong, Anna Wu, A Que, Baoshu, Regina Kanyu Wang and Jiang Bo. Zusammengestellt und übersetzt wurden die Kurzgeschichten von Xueting Christine Ni. Veröffentlicht wurde die Anthologie von Solaris Books im November 2021.

## Inhalt
- The Last Save (chinesisch 最終檔案 / 最终档案, Pinyin Zuìzhōng dǎng'àn) von Gu Shi, veröffentlicht 2013 in Super Nice

- Tombs of the Universe (chinesisch 宇宙墓碑 / 宇宙墓碑, Pinyin Yǔzhòu mùbēi) von Han Song, veröffentlicht 1991 in Illusion SF
- Qiankun and Alex (chinesisch 乾坤和亞⼒ / 乾坤和亚⼒, Pinyin Qiánkūn hé yà lì) von Hao Jingfang, veröffentlicht 2017 in Mirror of Man
- Cat's Chance in Hell (chinesisch 九死⼀⽣, Pinyin Jiǔsǐ yī shēng) von Nian Yu, veröffentlicht 2018 von der Liaoning Publishing Group
- The Return of Adam (chinesisch 亞當回歸 / 亚当回归, Pinyin Yàdāng huíguī) von Wang Jinkang, veröffentlicht 1993 in Science Fiction World
- Rendevous: 1937 (chinesisch 相聚在⼀九三七 / 相聚在⼀九三七, Pinyin Xiāngjù zài yī jiǔsānqī) von Zhao Haihong, veröffentlicht 2006 in World Science Fiction (nicht zu verwechseln mit Science Fiction World)
- The Heart of the Museum (chinesisch 博物館之⼼ / 博物馆之⼼, Pinyin Bówùguǎn zhī xīn) von Tang Fei, veröffentlicht 2018 von Shanghai Literature and Arts Publishing
- The Great Migration (chinesisch ⼤衝運 / ⼤冲运, Pinyin Dà chōng yùn) von Ma Boyong, veröffentlicht 2021
- Meisje met de Parel (chinesisch 戴珍珠⽿環的少⼥ / 戴珍珠⽿环的少⼥, Pinyin Dài zhēnzhū ěr huán de shǎo nǚ) von Anna Wu, veröffentlicht 2021 in New Science Fiction
- Flower of the Other Shore (chinesisch 彼岸花 / 彼岸花, Pinyin Bǐ'ànhuā) von A Que, veröffentlicht 2018 auf Kedou
- The Absolute Experiment (chinesisch 特赦實驗 / 特赦实验, Pinyin Tèshè shíyàn) von Baoshu, veröffentlicht 2012 in Super Nice
- The Tide of Moon City (chinesisch ⽉⻅潮 / ⽉⻅潮, Pinyin Yuè jiàncháo) von Regina Kanyu Wang, veröffentlicht 2016 in Mengya
- Starship: Library (chinesisch 宇宙盡頭的書店 / 宇宙尽头的书店, Pinyin Yǔzhòu jìntóu de shūdiàn) von Jiang Bo, veröffentlicht 2015 in Science Fiction World

## Hintergrund
Tombs of the Universe wurde im Jahr 1991 in Taiwan veröffentlicht und erst zehn Jahre später in Festlandchina, da Verlage den Stil von Han Song zu düster fanden.
The Return of Adam war die erste Kurzgeschichte von Wang Jinkang und war für seinen zehnjährigen Sohn gedacht.

## Auszeichnungen
The Return of Adam gewann den Galaxy Award im Jahr 1993.

## Kritik
Publishers Weekly schrieb, dass Xueting Christine Ni die Tiefe und Breite der chinesischen Science-Fiction in dieser hervorragenden Anthologie aufzeige, welche die vielen Talente neben Liu Cixin hervorbringe („Xueting showcases the depth and breadth of Chinese sci-fi [...] in this superior anthology that demonstrates the deep well of talent to be found beyond big names such as Liu Cixin“). Dabei betreffen die Kurzgeschichten universelle Themen, die einzigartig in der chinesischen Identität, Kultur und Geschichte seien („couch universal themes of the genre [...] in elements unique to Chinese identity, culture, and history“). Jede Kurzgeschichte sei dabei von hoher Qualität („every entry is high-quality“), doch The Last Save von Gu Shi und Tombs of the Universe von Han Song seien unter den erinnerungswürdigsten („among the most memorable“). Zudem bieten die Einführungen und Anmerkungen hilfreichen Kontext („concise but detailed introduction and thoughtful story notes provide helpful context“). Letztendlich rechtfertige das meisterhafte Resultat die Bemühungen und mache Appetit auf mehr („masterful result validates Xueting’s endeavor—and will only whet readers’ appetite for more translations“)
Shannon Fay schrieb auf Strange Horizons, dass Xueting Christine Ni eine gute Arbeit dabei leiste, den Ton und Stil jedes Autors einzufangen und ihre Talente hervorzuheben sowie ihre Schwächen in einem Nachwort zu verteidigen („does a good job [...] of preserving the tone and style of each author, and extols their talents (or in some cases, defends their foibles) in an afterword that follows each story“). Obwohl es Kurzgeschichten mit bekannten Elementen gebe, gäbe es darunter auch Annäherungen an Themen, die so nicht in westlichen Anthologien zu finden seien („while there might be stories here featuring familiar motifs, there are also stories that touch on themes you wouldn’t usually see in an anthology full of Western writers“). Jede Kurzgeschichte habe etwas einzigartiges anzubieten („nearly every story here has something unique to offer“) und obwohl es nicht immer ein gutes Ende gäbe („not all of the stories have a happy ending“), komme doch ein allgemeines Gefühl des Wohlwollens hindurch („there’s a general feeling of goodwill that comes through“).
Adam Robbins schrieb in The World of Chinese, dass jede Kurzgeschichte eine eigene Welt baue und auch eine eigene Kritik verdient habe („each story builds a world of its own; indeed, each could justify a review of its own“). Dabei scheinen die verschiedenen Stimmen jedes Autors durch, entweder verträumt oder hart in ihrem Ton, klein oder kosmisch in ihrem Ausmaß („each author’s distinct voice shines through, dreamy or hard-boiled in their tone, minute or cosmic in their scope“) und ihre gut ausgewählten Geschichten geben einen Eindruck der reichen Welten, sobald weitere Geschichten des Genres übersetzt werden. Denn trotz ihrer eigenen und anderen Kultur erschaffen die Autoren der chinesischen Science-Fiction für alle Leser interessanten Welten über Bedenken zur Technologie („these well-chosen stories give a sense of the riches that await once other translators take up the challenge to bring more of the genre into English. Despite having their own distinct cultural tradition, China’s writers create worlds with concerns and technologies that should be relatable to any reader“).